# Жаганьский повет
Жаганьский повет (пол. Powiat żagański)  —  повет (район) в Польше, входит как административная единица в Любушское воеводство. Центр повета  —  город Жагань. Занимает площадь 1131,29 км². Население — 80 997 человек (на 31 декабря 2015 года).

## Административное деление
- города: Гоздница, Жагань, Илова, Маломице, Шпротава
- городские гмины: Гоздница, Жагань
- городско-сельские гмины: Гмина Илова, Гмина Маломице, Гмина Шпротава
- сельские гмины: Гмина Бжезница, Гмина Негославице, Гмина Вымярки, Гмина Жагань

## Демография
Население повета дано на 31 декабря 2015 года.
| Перепись            | Всего  | Мужчины | Женщины |
| ------------------- | ------ | ------- | ------- |
| Всего               | 80 997 | 39 490  | 41 507  |
| Городское население | 49 164 | 23 624  | 25 540  |
| Сельское население  | 31 833 | 15 866  | 15 967  |